# Matilde Powers
Matilde Hersland Powers (født 8. april 1982 i Horsens) er en dansk politiker. 
Powers uddannede sig til sygeplejerske ved H:S Sygeplejerskeuddannelsen i København fra 2003 til 2006.
Powers blev folketingskandidat for Socialdemokratiet i Egedalkredsen i 2020.
Ved Folketingsvalget 2022 blev hun valgt for partiet i Nordsjællands Storkreds.